# Acqua Limone
Acqua Limone är ett klädmärke från Sverige och startades av Ilse Stålblad 1979. Kläderna är av hög kvalitet och sportinriktade och var vanliga i Sverige på 1980 och 1990-talet.